# Dactyle (lune)
Pour les articles homonymes, voir dactyle.
Dactyle, officiellement (243) Ida I Dactyle (internationalement (243) Ida I Dactyl), est une lune astéroïdale (1,4 km de diamètre) qui orbite autour de l'astéroïde (243) Ida. Sa surface est constituée des mêmes matériaux que celle d'Ida et présente, comme cette dernière, des cratères d'impact. L'origine de Dactyle reste incertaine, mais les données recueillies lors de son survol suggèrent que c'est un fragment du corps parent de la famille de Coronis.
Dactyle a été photographié par la sonde Galileo le 28 août 1993. Elle se trouvait alors à 90 kilomètres d'Ida et se déplaçait sur une orbite prograde. Les images ne furent envoyées sur Terre que début 1994, permettant alors pour la première fois de prouver directement l'existence de lunes astéroïdales,.

## Découverte
Dactyle a été découvert le 17 février 1994 par Ann Harch, membre de la mission Galileo, alors qu'elle analysait les images prises par la sonde. Galileo a pris 47 images de Dactyle sur une période d'observation de 5,5 heures en août 1993. La sonde se trouvait à 10 760 kilomètres d'Ida et à 10 870 kilomètres de Dactyle lorsque la première image de la lune a été prise, 14 minutes avant que Galileo ne fît son observation la plus proche.
Dactyle, désigné 1993 (243) 1,, à titre provisoire, a été nommé par l'Union astronomique internationale en 1994, d'après les créatures appelées Dactyles qui vivaient sur le mont Ida en Crète selon la mythologie grecque,.

## Caractéristiques géologiques
De forme ovoïde, Dactyle est cependant « remarquablement sphérique » pour un objet aussi petit (1,6 × 1,4 × 1,2 km). Son axe le plus long se trouvait orienté vers Ida. Comme Ida, Dactyle présente une surface saturée de cratères d’impact. Plus d'une douzaine d'entre eux ont des diamètres supérieurs à 80 mètres, signe que la lune a été l'objet d'un grand nombre de collisions. Au moins six cratères forment une chaîne linéaire, sans doute due à des débris produits à proximité (probablement éjectés d'Ida). Les cratères de Dactyle peuvent comporter un pic central, contrairement à ceux d'Ida. Ces caractéristiques et la forme presque sphérique de Dactyle impliquent un rôle prédominant de la gravité sur cette lune, en dépit de sa petite taille. Comme celle d'Ida, la température moyenne de Dactyle est de 200 kelvins (−73 °C).
Dactyle partage plusieurs caractéristiques avec Ida. Leurs albédos et spectres de réflexion sont très similaires. Les petites différences indiquent que le processus d'érosion spatiale est moins actif sur Dactyle. Sa petite taille rendrait impossible la formation de grandes quantités de régolithe,, au contraire d'Ida qui est couvert d'une épaisse couche de ce régolithe.
Les cratères de Dactyle sont nommés d'après les Dactyles :
| Cratère | Éponyme     | Diamètre (m) |
| ------- | ----------- | ------------ |
| Acmon   | Acmon (en)  | 300          |
| Celmis  | Celmis (en) | 200          |

## Orbite

Diagramme des orbites potentielles de Dactyle autour d'Ida

Dactyle orbite autour d'Ida en 1,54 jour à une distance moyenne de 108 kilomètres dans un sens prograde et à une inclinaison de 8 degrés par rapport à l'équateur de Ida. On ne connaît pas très précisément l'orbite car Galileo est passée très près en prenant les images.
D'après des simulations informatiques, le périapside de Dactyle doit être supérieur à 65 kilomètres d'Ida pour lui permettre de rester sur une orbite stable. Le nombre d'orbites générées par les simulations a été réduit par la nécessité de faire passer l'orbite là où Galileo observa Dactyle à 16:52:05 UT le 28 août 1993, soit à environ 90 km d'Ida,. Le 26 avril 1994, le télescope spatial Hubble observa Ida pendant huit heures et fut incapable de détecter Dactyle. Il aurait pu l'observer si la lune s'était trouvée à plus de 700 km d'Ida.
La période orbitale est d'environ 20 heures. Sa vitesse orbitale est d'environ 10 m/s, ce qui est comparable à une course rapide.

## Origine

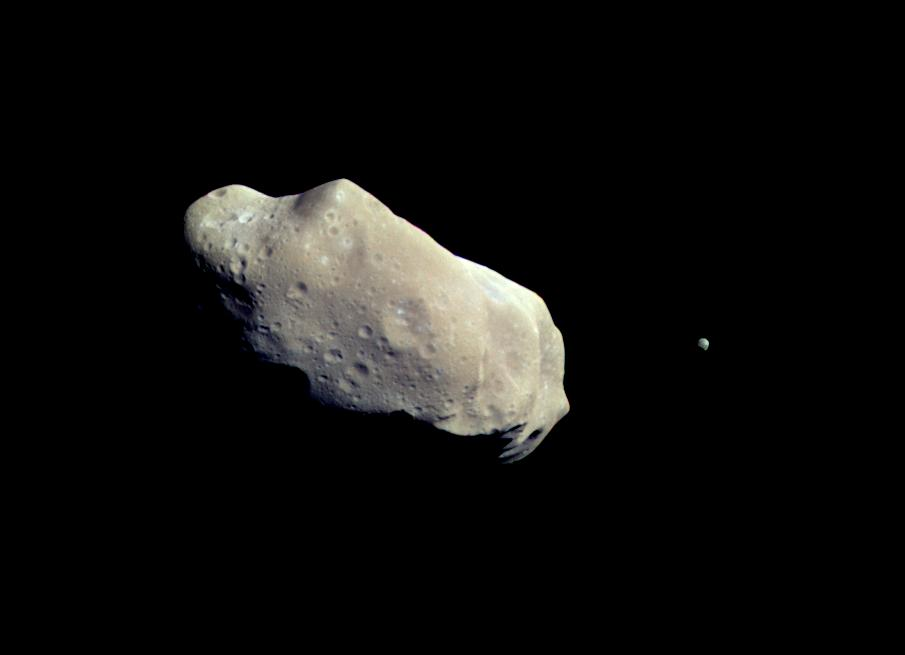
243 Ida (à gauche) et Dactyle (à droite). Photo prise par Galileo.

Les origines de Dactyle ne sont pas connues. Il y a toutefois deux hypothèses : selon la première, Dactyle et Ida auraient été formés en même temps ; selon la seconde, Dactyle aurait été détaché d'Ida par un impact. Les deux hypothèses possèdent des lacunes qui n'ont pas encore pu être résolues.